# غيون مي ري
كيون مي ري (ولدت في 27 يناير 1965) هي ممثلة ومغنية من كوريا الجنوبية. اشتهرت بدور السيدة تشوي في المسلسل التاريخي جانغ غُم العظيمة.

## المهنة
تخرجت كيون مي ري من مدرسة سول للفنون التراثية الثانوية في سنة 1983 ثم درست الرقص في جامعة سيجونغ. أول ظهور لها كان في سنة 1984 ليستمر ظهورها فيما بعد في المسلسلات الكورية، حيث برزت خصوصاً بدور السيدة تشوي الطموحة والمتغطرسة في مسلسل جانغ غُم العظيمة (جوهرة القصر)، والذي اشتهر في كثير من الدول.
في 2009 أطلقت أول ألبوم لها بعنوان «نساء سعيدات» والذي ضم بشكل رئيسي أغاني التروت.

## الحياة الخاصة
تزوجت كيون من إم يونغ غيو في سنة 1987 ولكنهما تطلقا في سنة 1993. تزوجت كيون مرة ثانية في سنة 1998 من رجل الأعمال إي هونغ هون. قام زوجها إي بتبني ابنتي زوجته من زوجها الأول بشكل قانوني لتحصلا على لقب عائلته. إي يو بي وشقيقتها إي دا إن ممثلتان.
في 2009 أحيلت كيون للتحقيق بسبب التلاعب بالسوق مع زوجها إي لشكوك حول التداول بناء على معلومات داخلية. قامت كيون بشراء 55 ألف سهم بقيمة 900 مليون وون كوري جنوبي من الشركة الناشئة FCBTwelve للهندسة الحيوية لتحقق قرابة 4.59 مليار وون كوري جنوبي لتصبح من أغنى أربع مشاهير كوريين جنوبيين في وقتها. أنكرت كيون جميع التهم وأصرت على أنها مجرد مستثمرة.

## قائمة الأعمال

### التلفزيون
| السنة | الاسم                                                    | الدور                             | القناة       |
| ----- | -------------------------------------------------------- | --------------------------------- | ------------ |
| 1985  | 500 سنة من جوسون - بنغران                                | خادمة جونغ نان جونغ               | إم بي سي     |
| 1986  | 꾸러기                                                   | طالبة بالجامعة                    | إم بي سي     |
| 1988  | 500 سنة من جوسون - الملكة إنهيون                         | تشوي سك بن                        | إم بي سي     |
| 1988  | مجاعة في المدينة                                         | سُن جُنغ                            | إم بي سي     |
| 1989  | 천명                                                     |                                   | كي بي إس 2   |
| 1989  | 거인                                                     | سو غم جي                          | إم بي سي     |
| 1991  | 무동이네 집                                              | كانغ ها نا                        | إم بي سي     |
| 1993  | 한강 뻐꾸기                                              |                                   | إس بي إس     |
| 1993  | إم بي سي "순달씨와 병구씨와 옥주양"                      | أُك جو                             | إم بي سي     |
| 1994  | هان ميونغ هوي                                            | محظية كم جونغ سو                  | كي بي إس 2   |
| 1995  | 땅울림                                                   |                                   | كي بي إس 2   |
| 1995  | بوابة كوريا                                              | إي سُن جا                          | إس بي إس     |
| 1995  | جانغ هي بن                                               | الملكة ميونغسونغ                  | إس بي إس     |
| 1995  | القصر الغربي                                             |                                   | كي بي إس 2   |
| 1995  | لا أريرانغ                                               | كيون مي ري                        | إس بي إس     |
| 1996  | 귀여운 여자                                              | هان جُنغ جا                        | كي بي إس 2   |
| 1996  | 원지동 블루스                                            |                                   | كي بي إس 2   |
| 1998  | ستة أطفال                                                | والدة ميمي                        | إم بي سي     |
| 2000  | أساطير الحب                                              |                                   | إس بي إس     |
| 2000  | كل شيء عن حواء                                           | زوجة والد يُن هيونغ تشُل            | إم بي سي     |
| 2000  | شجرة أسبن                                                | الكنة الصغرى                      | إس بي إس     |
| 2000  | آجوما (تمرد ربة المنزل)                                  | تشوي يو مي                        | إم بي سي     |
| 2001  | قلوب العطاء                                              | تشوي يونغ جو                      | كي بي إس 1   |
| 2001  | نساء معروفات                                             | هان يونغ سن                       | إس بي إس     |
| 2002  | من حبيبي                                                 | باك غيونغ جو                      | كي بي إس 2   |
| 2002  | لأكون معك                                                | سُن شِم                             | كي بي إس 2   |
| 2002  | دايمانغ ("الطموح العظيم")                                | السيدة يو                         | إس بي إس     |
| 2003  | جوهرة القصر ("جانغ غم العظيمة" ويعرف باسم "داي جانغ غم") | السيدة تشوي                       | إم بي سي     |
| 2003  | مليون وردة                                               | خالة هيون غيو                     | كي بي إس 1   |
| 2004  | منزل دال راي                                             | كيون مي ري                        | كي بي إس 2   |
| 2005  | الحب والتعاطف                                            | يُن جي سُك                          | إس بي إس     |
| 2005  | وداعاً للحزن                                              | هان سُنغ مِن                        | كي بي إس 2   |
| 2005  | شقيقات البحر                                             | إي غُم بوك                         | إم بي سي     |
| 2006  | كما يجري النهر                                           | سو أُك ران                         | كي بي إس 1   |
| 2006  | جمونغ                                                    | الملكة وونهو                      | إم بي سي     |
| 2006  | والدة كام غون                                            | إي دو سُن                          | إس بي إس     |
| 2007  | العروس الذهبية                                           | يانغ أُك غيونغ                     | إس بي إس     |
| 2007  | إي سان                                                   | الملكة هونغيونغ                   | إم بي سي     |
| 2010  | ثلاث شقيقات                                              | جانغ جي أي                        | إس بي إس     |
| 2011  | شقيقتي العزيزة                                           | يُن جُنغ أي                         | كي بي إس 2   |
| 2011  | فقط كاليوم                                               | إي جاي غيونغ                      | إم بي سي     |
| 2012  | أمير السطح                                               | السيدة جُنغ (والدة بُيُونغ وهوايُونغ) | إس بي إس     |
| 2012  | راحة بدون أطفال                                          | شِن ساي رُوم                        | جاي تي بي سي |
| 2013  | غو آم هو جُن (يعرف باسم هُر جُن، القصة الأصلية)             | هام آن دايك                       | إم بي سي     |
| 2013  | ماما الرائعة                                             | كم يونغ إي                        | إس بي إس     |
| 2013  | رومنسية مشرقة                                            | إي داي ري                         | إم بي سي     |
| 2014  | ما خطب هذه العائلة؟                                      | هو يانغ غُم                        | كي بي إس 2   |
| 2014  | دودوهارا                                                 | والدة هونغ ها را                  | إس بي إس بلس |

### الأفلام
| السنة | الاسم              | الدور          |
| ----- | ------------------ | -------------- |
| 1988  | رائحة خطرة (زوجين) | جي سُك          |
| 1989  | أريد أن أبكي       |                |
| 2009  | السلحفاة الراكضة   | زوجة المحقق جو |

## المسرح
| السنة | الاسم                     | الدور |
| ----- | ------------------------- | ----- |
| 1994  | ثلاثون طريقة لقتل الأزواج |       |

## ديسكوغرافيا
| معلومات الألبوم                                            | قائمة أغان |
| ---------------------------------------------------------- | --- |
| نساء سعيدات - أطلق في: 21 يوليو 2009 - تسجيل: لوين للترفيه | قائمة الأغان 1. 행복한 여자 2. 내 하나의 사람은 가고 3. 몰래한 사랑 4. 사랑밖엔 난 몰라 5. 얄미운 사람 6. 갈색추억 7. 동반자 8. 애인 9. 행복한 여자 (Inst.) 10. 행복한 여자 (MR) |

## الجوائز
| السنة | الجائزة                            | التصنيف                                    | العمل المرشح   |
| ----- | ---------------------------------- | ------------------------------------------ | -------------- |
| 1988  | حفل جوائز إم بي سي                 | أفضل ممثلة جديدة                           | الملكة إنهيون  |
| 1998  | جوائز إم بي سي للترفيه             | أفضل مستجدة                                |                |
| 2005  | حفل جوائز إس بي إس                 | جائزة التميز، ممثلة في دراما خاصة          | الحب والتعاطف  |
| 2007  | حفل جوائز إس بي إس                 | جائزة التميز، ممثلة في مسلسل درامي         | العروس الذهبية |
| 2008  | يوم دافعي الضرائب الثاني والأربعين | توصية (تعطى من قبل وزارة التخطيط والمالية) | —              |

## وصلات خارجية
- غيون مي ري على موقع IMDb (الإنجليزية)
- غيون مي ري على موقع قاعدة بيانات الفيلم (الإنجليزية)

- كيون مي ري على موقع هان سينما.
- كيون مي ري على موقع قاعدة بيانات الأفلام الكورية.
- كيون مي ري على موقع قاعدة بيانات الأفلام على الإنترنت.